# Canaan (New York)
Canaan è una città nella contea di Columbia (New York), Stati Uniti. La popolazione conta 1.820 persone al censimento del 2000.
La  città si trova nella parte nord-est della contea.

## Storia
I primi coloni arrivarono nel 1759. Nel 1772 fu fondata ufficialmente la città come "Distretto del Re". Il nome fu cambiato in "Canaan" nel 1788. Una delle parti più vecchie della città è Frisbie Street, costruita nel 1770 da Gideon Frisbie, che arrivò da Canaan (Connecticut). Frisbie Street incontra quella che era la via per le diligenze che andava da Albany a Boston.

## Geografia fisica
Secondo lo United States Census Bureau, la città una superficie di 95.7 km², di cui 95.1 km² di terra e 0.6 km² (0.65%) di acqua.
A est confina con il Massachusetts e viene attraversata dalla Interstate 90. Si trova alla fine del Massachusetts Turnpike e l'inizio del New York State Thruway. È la città più a est dello Stato di New York e si trova ai piedi delle Montagne Berkshire.

## Società

### Evoluzione demografica
Secondo il censimento del 2000, in città ci sono 1.820 persone, 643 case e 414 famiglie residenti. La densità della popolazione è di 19.1 persone al km². La popolazione si distribuisce in questo modo: 87.80% di bianchi, l'8.63% di afro-americani, lo 0.33% di nativi americani, lo 0.66% di asiatici, l'1.21% di altre razze e l'1.37% di razza mista. Gli ispanici sono il 2.25% della popolazione.
Ci sono 643 unità abitative, nel 27.1% dei casi sono presenti bambini di età inferiore a 18 anni, nel 55.5% dei casi sono coppie sposate, mentre per il 5.4% c'è un capofamiglia donna e il 35.5% sono non-famiglie. Il 28.6% di tutte le famiglie sono formate da un unico individuo e l'11.7% delle famiglie ha persone sopra i 65 anni. La media del numero di persone per famiglia è di 2.34.
In città la suddivisione della popolazione in base all'età è così distribuita: il 34.2% ha meno di 18 anni, il 4.3% ha tra i 18 e i 24, il 20.9% ha dai 25 ai 44 anni, il 26.5% da 45 a 64 anni, e il 14% che ha più di 65 anni. L'età media è di 38 anni. Ogni 100 donne ci sono 137.3 uomini. Per ogni donna sotto i 18 anni ci sono 103.2 uomini.
Il reddito medio per una famiglia è di 62.656 dollari. Gli uomini hanno un reddito medio di $44.063 contro i $37.083 delle donne. Il reddito pro capite è di $28.209. Circa il 2.7% delle famiglie, ovvero il 5.1% della popolazione, si trova al di sotto della soglia di povertà, tra cui un 4.1% di ragazzi sotto i 18 anni e un 5.4% di persone sopra i 65 anni.

## Comunità e luoghi d'interesse
- Canaan – La borgata di Canaan si trova all'incrocio tra la Routes 5 e la Route 295.
- Canaan Center – Un borgo a sud di Canaan sulla Route 5.
- East Chatham – Un borgo a ovest della città.
- Edwards Park – Un luogo a sud-est di Flatbrook.
- Flatbrook – Un borgo a sud-est di Canaan che si trova sulla Route 22.
- Queechy – Un borgo a est di Canaan.
- Queechy Lake – (Più noto come Whiting's Pond) Un lago di 2.4 km² vicino al confine est della città.
- Red Rock – Un borgo a sud della città